# غزو الساسانيين لمصر
الساسانيون من بلاد فارس هزموا الدولة البيزنطية الشرقية بين سنة 618-621 و سقطت الإسكندرية عاصمة مصر الرومانية
استغل الساسانيون الصراع الداخلي في الدولة البيزنطية عندما اطاح فوكاس بالإمبراطور موريس وهاجموا الدولة الرومانية في الشرق واستطاعوا طردهم من العراق و سوريا وفلسطين و امتد إلى مصر من أجل انهاء وجود حكم الرومان في آسيا
و سقطت الإسكندرية بعدما فشل نيسيتس ابن عم هيروكليس في الدفاع عن المدينة وهرب إلى قبرص مع
و بعد سقوط المدينة توسع الفارسيون إلى جنوب وادى النيل بعد القضاء على بعض المقاومات المتفرقة حتى استقرت في يد الفرس
و استمر حكم الفرس لمصر عشر سنوات بقيادة القائد شهرباراز من الإسكندرية
و استطاع الإمبراطور الرومانى الجديد هيركليوس هزيمة خسرو الفارسى وأمر شهرباراز بالرحيل عن مصر ولكنه رفض وعندما وقع الخلاف بين الفارسيين فقد منح مساعدة شهرباراز للسيطرة على العرش الفارسى لنفسه وتوصل لاتفاق معه ورحلت القوات الفارسية عن مصر في صيف 629